# Mohammed al-Kahtani
Mohammed Mani Ahmad al-Kahtani, né le 19 novembre 1979 à Al Khardj en Arabie saoudite, est un Saoudien suspecté par les États-Unis d'être le « 20e pirate de l'air » des attentats du 11 septembre 2001. Il est actuellement détenu au camp de Guantánamo, à Cuba. 

## Biographie
Né le 19 novembre 1979 à Kharj en Arabie saoudite, al-Kahtani n'avait pas d'antécédents judiciaires. 
Le 3 août 2001, al-Kahtani atterrit à Orlando dans le but de s'installer aux États-Unis. Mais il fut renvoyé à Dubaï car l'agent d'immigration qui l'avait questionné le soupçonnait d'immigrer clandestinement car al-Kahtani n'avait qu'un billet d'avion aller et ne possédait que 2 800 $. al-Kahtani retourna en Arabie saoudite et fut capturé en décembre 2001 en Afghanistan après la bataille de Tora Bora. Il fut exfiltré aux États-Unis en juin 2002 et emprisonné comme terroriste depuis lors.